# Юнек, Франтишек
Франтишек Юнек (чеш. František Junek; 17 января 1907, Прага — 17 марта 1970) — чехословацкий футболист, игравший на позиции правого крайнего нападающего, серебряный призёр Чемпионата мира 1934 года.
Выступал, в частности, за клуб «Славия», а также национальную сборную Чехословакии.
Шестикратный чемпион Чехословакии.

## Клубная карьера
Родился 17 января 1907 года в городе Прага в районе Карлин. Воспитанник футбольной школы клуба «Чехия Карлин», в основной команде которого дебютировал 1925 года.
Своей игрой за эту команду привлек внимание представителей тренерского штаба клуба «Славия», к составу которого присоединился в 1928 году. Сыграл за пражскую команду следующие семь сезонов своей игровой карьеры.
Завершил профессиональную игровую карьеру в клубе «Кладно», за команду которого выступал на протяжении 1935—1938 годов.

## Выступления за сборную
В 1929 году дебютировал в официальных матчах в составе национальной сборной Чехословакии . В течение карьеры в национальной команде, которая длилась 6 лет, провел в форме главной команды страны 32 матча, забив 7 голов.
В составе сборной был участником чемпионата мира 1934 года в Италии, где вместе с командой завоевал «серебро».

## Титулы и достижения
- Чемпион Чехословакии (6):

«Славия» : 1929, 1930, 1931, 1933, 1934, 1935
- Обладатель Середнечешского кубка (2):

«Славия» : 1928, 1932
- Финалист Кубка Митропы (1):

«Славия» : 1929
- Финалист Кубка Наций (1):

«Славия» : 1930
- Серебряный призёр чемпионата мира (1):

Чехословакия : 1934
Умер 17 марта 1970 года на 64-м году жизни.